# Lagrasse
Lagrasse (en occitan La Grassa) là một xã của Pháp, nằm ở tỉnh Aude trong vùng Occitanie.
Người dân địa phương trong tiếng Pháp gọi là Lagrassiens.

## Hành chính
| Danh sách các xã trưởng |           |                 |      |                            |
| Giai đoạn               | Giai đoạn | Tên             | Đảng | Tư cách                    |
| mars 2001               |           | Jean-Paul Olive |      |                            |
| 1910                    | 1914      | Paul Calvet     |      | Tổng ủy viên Tổng Lagrasse |

## Thông tin nhân khẩu
| Năm | 1962 | 1968 | 1975 | 1982 | 1990 | 1999 |
| --- | ---- | ---- | ---- | ---- | ---- | ---- |
| Dân số | 622  | 665  | 623  | 696  | 704  | 615  |
| From the year 1968 on: No double counting—residents of multiple communes (e.g. students and military personnel) are counted only once. |      |      |      |      |      |      |